# Calyptranthes leptoclada
Calyptranthes leptoclada är en myrtenväxtart som beskrevs av Ignatz Urban. Calyptranthes leptoclada ingår i släktet Calyptranthes och familjen myrtenväxter. Inga underarter finns listade i Catalogue of Life.